# Triepeolus intrepidus
Triepeolus intrepidus är en biart som först beskrevs av Smith 1879.  Triepeolus intrepidus ingår i släktet Triepeolus och familjen långtungebin. Inga underarter finns listade i Catalogue of Life.